# 小口鮋
小口鮋（学名：Scorpaena miostoma），又名石狗公、石頭魚，为輻鰭魚綱鮋形目鮋亞目鮋科鮋屬下的一个种，為溫帶海水魚，分布於西北太平洋日本千葉縣至韓國釜山海域，體長可達13公分，棲息在底層水域，生活習性不明。